# Moustiers-Sainte-Marie
Moustiers-Sainte-Marie é uma comuna francesa na região administrativa da Provença-Alpes-Costa Azul, no departamento dos Alpes da Alta Provença. Estende-se por uma área de 88,0 km².
Pertence à rede das As mais belas aldeias de França.